# Prawo poboru
Prawo poboru (PP) – na rynku kapitałowym zasada umożliwiająca co najmniej zachowanie przez dotychczasowych akcjonariuszy proporcjonalnego udziału w kapitale akcyjnym danej spółki akcyjnej po nowej emisji jej akcji. 

## Opis
Według tej reguły objęcie przez akcjonariuszy odpowiedniej ilości nowych akcji zależy ściśle od już posiadanego ich stanu ilościowego, i odbywa się w terminie wyznaczonym im przez spółkę. Akcjonariusze niezainteresowani nowo emitowanymi walorami tej spółki mogą zbywać swoje prawa poboru osobom trzecim – gotowym wejść w skład jej akcjonariatu albo też chcącym powiększyć swój w nim udział. Czynności te, w przypadku dostępności akcji tejże spółki w obrocie publicznym, zachodzą za pośrednictwem giełdy, tzn. prawa poboru są w określonym czasie notowane na cedule giełdowej, z ceną wyjściową uzależnioną od liczby i rynkowej wartości akcji wszystkich emisji przeprowadzonych przez tę spółkę. 
W sytuacjach szczególnych (np. akceptowane wejście do spółki inwestora strategicznego), możliwe jest wyłączenie dotychczasowych akcjonariuszy z prawa poboru przy nowej emisji akcji, wskutek podjęcia podczas walnego zgromadzenia akcjonariuszy stosownej uchwały (większością min. 80% głosów za).

## Wzór na teoretyczną wartość prawa poboru
{\displaystyle PP={\frac {(S-E)}{(L+1)}},}
gdzie:
{\displaystyle PP} – teoretyczna wartość prawa poboru,
{\displaystyle S} – cena rynkowa starych akcji,
{\displaystyle E} – cena emisyjna nowych akcji,
{\displaystyle L} – liczba jednostkowych praw poboru potrzebnych do objęcia jednej akcji nowej emisji.

## Rozcieńczanie akcji
Oferty praw poboru kompensują rozwadniający efekt emisji większej liczby akcji. Z tego powodu przepisy giełdowe nie wymagają, aby akcjonariusze zatwierdzali oferty praw poboru, jeżeli spółka oferuje co najmniej 20% wyemitowanych akcji z dyskontem. Ponieważ oferty z prawem poboru są niepopularne, spółki zazwyczaj decydują się na nie w ostateczności, być może z powodu niewystarczającego popytu ze strony inwestorów.